# 安化公主 (唐朝)
安化公主（?—?），唐朝公主，是中国唐朝第十七代皇帝唐懿宗李漼的诸女之一，母不详。《新唐书·列传第八》中，排在第二位，但是否懿宗第二女，无法断定。
安化公主于唐僖宗中和三年（883年），允准嫁给南诏君主隆舜，但最终未能实现和亲。唐僖宗命检校国子祭酒张谯为礼会五礼使，徐云虔为副使，宗正少卿嗣虢王李约为婚使，送安化长公主往南诏。未行，黄巢被杀，僖宗还京，遣返使者，更不言和亲事。和亲之事遂不了了之。